# Jose Antonio Aguirre (boxe anglaise)
Pour les articles homonymes, voir Jose Antonio Aguirre, José Aguirre et Aguirre.
Jose Antonio Aguirre est un boxeur mexicain né le 16 février 1975 à Cárdenas.

## Carrière
Passé professionnel en 1995, il devient champion d'Amérique du Nord des poids pailles NABF en 1998 et remporte le titre vacant de champion du monde WBC de la catégorie le 11 février 2000 après sa victoire aux points contre On Doowiset. Aguirre conserve sa ceinture à 7 reprises puis est battu aux points le 10 janvier 2004 par Eagle Den Junlaphan. Il met un terme à sa carrière en 2015 sur un bilan de 35 victoires, 11 défaites et 1 match nul.